# Cnephasitis spinata
Cnephasitis spinata es una especie de polilla de la familia Tortricidae. Se encuentra en Tíbet, China.